# Ethobunus zalmoxiformis
Ethobunus zalmoxiformis is een hooiwagen uit de familie Zalmoxioidae.